# Roma Open 2007
Il Roma Open 2007 è stato un torneo di tennis facente parte della categoria ATP Challenger Series nell'ambito dell'ATP Challenger Series 2007. Il torneo si è giocato a Roma in Italia dal 30 aprile al 5 maggio 2007 su campi in terra rossa e aveva un montepremi di €30 000+H.

## Vincitori

### Singolare
Thierry Ascione ha battuto in finale  Victor Crivoi con il punteggio di 6–3, 6–3

### Doppio
Flavio Cipolla /  Marcel Granollers hanno battuto in finale  Stefano Galvani /  Manuel Jorquera con il punteggio di 3–6, 6–1, [11–9]